# Botanischer Garten Adorf

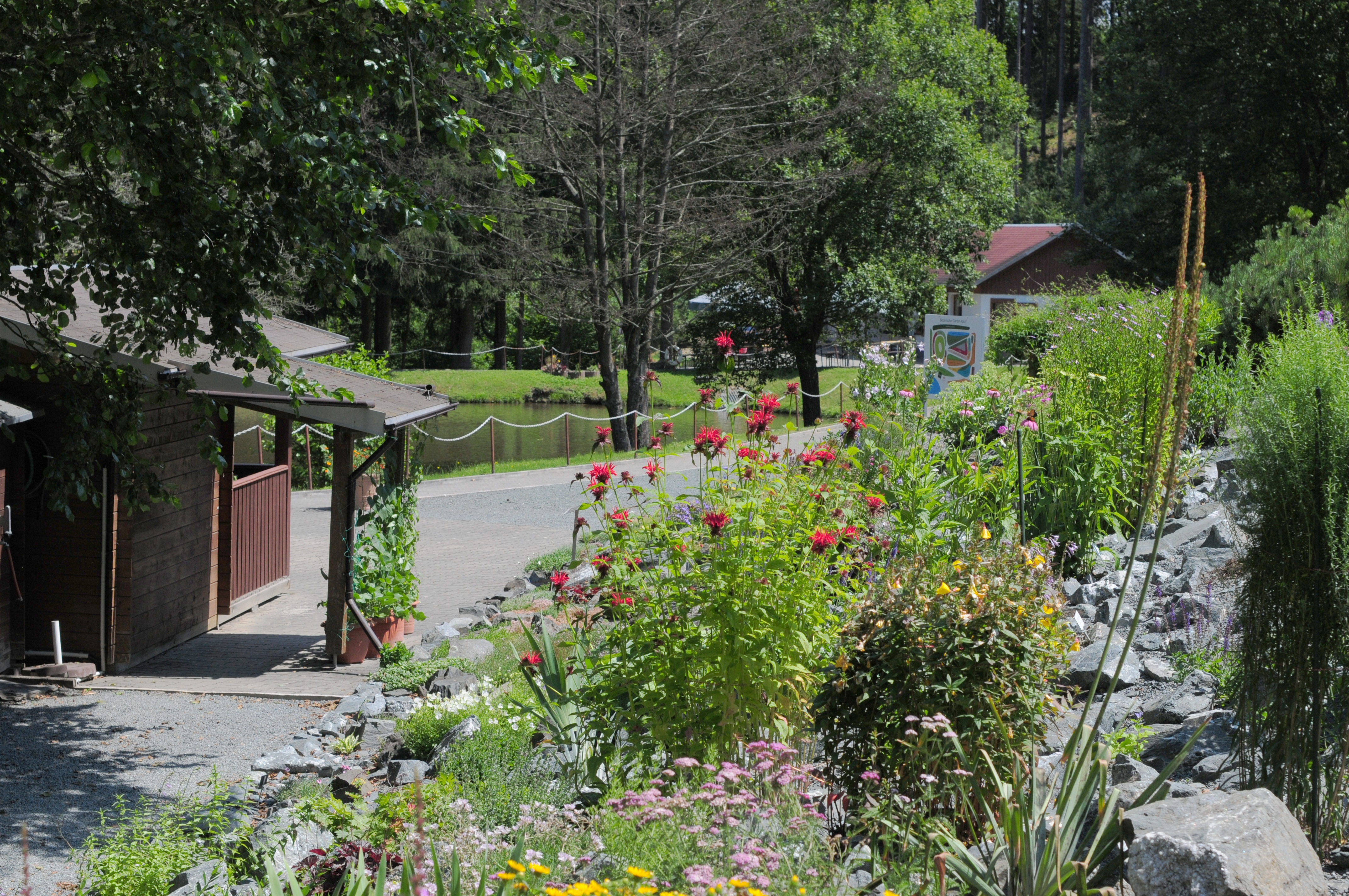
Botanischer Garten Adorf

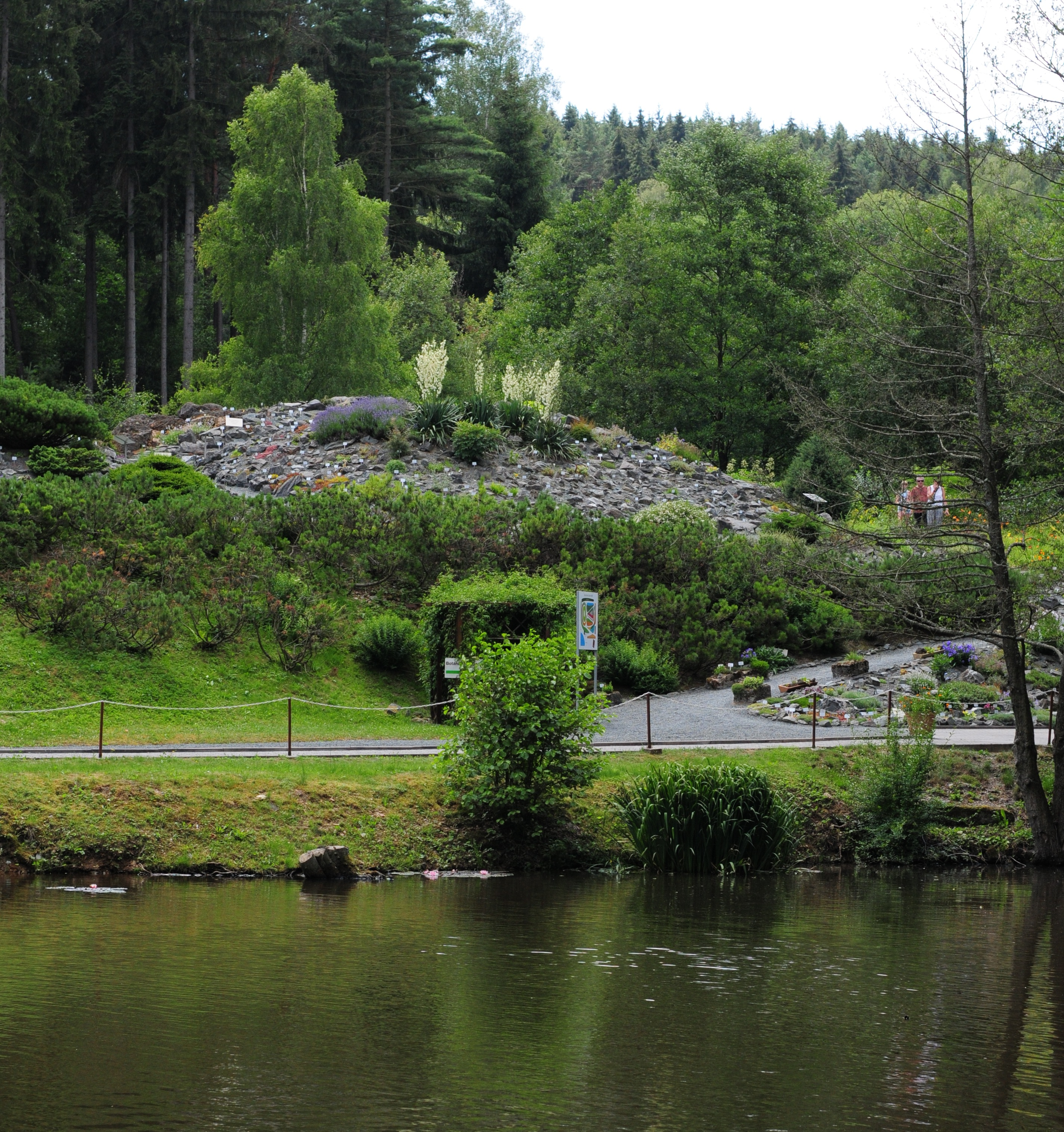
Gesamtansicht

Der Botanische Garten Adorf befindet sich in Adorf/Vogtl., einer Kleinstadt im sächsischen Vogtlandkreis. Er besitzt eine große Kalktuff-Abteilung. Träger ist die Kommune. Er entstand, nachdem die von 1993 bis 1995 errichtete Miniaturschauanlage „Klein-Vogtland“ regen Anklang gefunden hatte. Er wurde am 20. August 1999 eröffnet.